# لوكا (اسم)
لوكا (بالإنجليزية: Luca)‏ ويكتب أيضاً Luka هو اسم علم مذكر، وهو الترجمة اللاتينية للإسم اليوناني لوكاس، لوكا اسم شائع في الغرب وعند المسيحيين خصوصاً نسبة للقديس لوقا الإنجيلي أحد كتبة الإنجيل الأربعة، الترجمة الإنجليزية لهذا الاسم هو لوك Luke بينما الترجمة الآرامية والعربية لهُ هي لوقا وله ترجمات أخرى مثل لوسيو ولوسي ولاس وغيرها، وأصل هذا الاسم يعود لإسم مقاطعة لوكانيا في جنوب شبه الجزيرة الإيطالية ومعنى هذا الاسم هو الضوء أو الجالب للضوء والمعرفة.

## الشخصيات
- لوكا توني لاعب كرة قدم إيطالي.
- لوكا مودريتش لاعب كرة قدم كرواتي.
- لوكا باتشولي رياضياتي إيطالي.
- لوكا ماروني لاعب كرة قدم إيطالي.
- لوكا أنتونيلي لاعب كرة قدم إيطالي.
- لوكا أنتونيني لاعب كرة قدم إيطالي.
- لوكا بيروزوفيتش لاعب ومدرب كرة قدم يوغسلافي كرواتي بلجيكي.
- لوكا بادور سائق فورمولا ون إيطالي.
- لوكا تشيغاريني لاعب كرة قدم إيطالي.
- لوكا ستيجر لاعب كرة سلة ألماني.
- لوكا سنيورلي رسام ومهندس إيطالي.
- لوكا فيتالي لاعب كرة سلة إيطالي.
- لوكا كاستيلازي لاعب كرة قدم إيطالي.
- لوكا كالديرولا لاعب كرة قدم إيطالي.
- لوكا كاراباتيتش لاعب كرة يد فرنسي.
- لوكا كادالورا متسابق دراجات نارية إيطالي.

### شخصيات خيالية
- لوكا إحدى شخصيات لعبة فاينال فانتسي.
- لوكا براسي: إحدى شخصيات فلم العراب.